# Lufti Bin Swei Lagha
Lufti Bin Swei Lagha (Tunisi, 28 novembre 1968) è un criminale tunisino che è stato tenuto in detenzione amministrativa nel campo di prigionia statunitense di Guantánamo, a Cuba. Il Dipartimento della Difesa riferisce che è nato il 28 novembre 1968 a Tunisi, in Tunisia.

## Contesto
Secondo lo storico Andy Worthington, autore di The Guantanamo Files, Lagha aveva vissuto per un certo periodo in Italia, prima di recarsi in Afghanistan. Secondo Worthington, il prigioniero tagiko Airat Vakhitov ha affermato che il personale medico di Kandahar ha amputato inutilmente undici dita delle mani e dei piedi di Lagha, e poi ha martellato i mozziconi durante il suo interrogatorio.
Dopo il suo rimpatrio da Guantanamo, Lufti Lagha è stato processato in Tunisia, è stato condannato a tre anni di prigione, per "associazione con un gruppo criminale allo scopo di danneggiare o causare danni in Tunisia.

## Revisioni ufficiali dello stato

### Valutazione della Guantanamo Task Force congiunta precedentemente segreta
Il 25 aprile 2011, l'organizzazione di informatori WikiLeaks ha pubblicato valutazioni precedentemente segrete redatte dagli analisti della Joint Task Force Guantanamo. La valutazione di Lagha era lunga quattro pagine. Fu redatto il 10 settembre 2004 e firmato dal comandante del campo Jay W. Hood . Secondo The Telegraph

## Rimpatrio
Un tunisino di nome Lotfi Lagha è stato rimpatriato da Guantanamo alla custodia tunisina alla fine di giugno 2007. Bouazza ben Bouazza, dell'Associated Press, riferisce che Lofti Lagha è stato trattenuto nella struttura di detenzione del Teatro Bagram per diversi mesi all'inizio del 2002, prima di essere trasferito a Guantanamo. Lofti Lagha riferisce che tutte e otto le sue dita sono state amputate, contro la sua volontà, mentre era sotto la custodia americana a Bagram, anche se i medici pakistani gli avevano detto che l'amputazione non era necessaria. Riferisce che i soldati americani lo hanno picchiato e preso a calci quando si è svegliato dall'operazione.
Lufti Lagha è stato detenuto in una prigione in Mornaguia "con l'accusa di associarsi con un gruppo criminale".
Il 2 settembre 2007, Jennifer Daskal, scrivendo sul Washington Post, riferì che Lufti Lagha e un altro tunisino rimpatriato stavano "... dicendo ai visitatori che le cose sono così brutte che avrebbero preferito tornare a Guantanamo Bay".
Daskall scrisse che Lufti Lagha era stato detenuto in isolamento dal 21 giugno 2007 al 7 agosto 2007, anche se il codice civile tunisino consente il confinamento in isolamento solo per dieci giorni o meno, e nonostante la garanzia del governo tunisino al Dipartimento di Stato degli Stati Uniti che il prigioniero sarebbe stato trattato umanamente al suo ritorno.

## Processo e condanna
Lufti Lagha è stato condannato mercoledì 24 ottobre 2007 per "associazione con un gruppo criminale allo scopo di danneggiare o causare danni in Tunisia". Diverse altre accuse sono state ritirate. L'Associated Press nota: "Le autorità non hanno nominato il gruppo a cui si diceva che Lagha partecipasse o specificasse quale fosse la sua violenza pianificata". L'Associated Press osserva che le sue mani erano ancora bendate nel 2007, cinque anni dopo l'amputazione delle dita.
L'avvocato di Lufti Lagha, Samir Ben Amor, ha dichiarato che il suo assistito è stato picchiato sia a Guantanamo, sia al suo ritorno in Tunisia. Cynthia Smith non ha risposto alle accuse specifiche secondo cui Lofti Lagha era stato maltrattato, ma ha ribadito che tutti i prigionieri statunitensi sono stati trattati umanamente.